# Ludwik Possinger-Choborski
Ludwik Possinger-Choborski, również Ludwig Freiherr Possinger von Choborski (ur. 10 stycznia 1823 w Grabie, zm. 29 stycznia 1905 w Grazu) – baron, pełniący obowiązki namiestnika Galicji, austriacki minister handlu, namiestnik Moraw i Dolnej Austrii.

## Życie
Ukończył gimnazjum w Nowym Sączu, następnie Wydział Prawa Uniwersytetu Lwowskiego. W 1845 rozpoczął pracę w Gubernium we Lwowie, najpierw jako praktykant konceptowy (1845-1848) i koncypista (1849) a następnie komisarz powiatowy  (1850-1854) i sekretarz Namiestnictwa (1855-1859) przydzielony do biura prezydialnego. W latach 1860–1861 przeniesiony do Wiednia, gdzie był sekretarzem w Ministerstwie Spraw Wewnętrznych. 14 grudnia 1860 został uszlachcony i otrzymał tytuł „Ritter von Choborski”. Po powrocie do Lwowa objął stanowisko radcy Namiestnictwa (1861-1865) a następnie radcy dworu (1866-1867) W latach 1867–1868 oddelegowany był starostą w Krakowie.  Był bardzo zdolnym urzędnikiem i protegowanym Agenora Gołuchowskiego. Po jego ustąpieniu wiceprezydent Namiestnictwa i pełniący obowiązki namiestnika Galicji w latach 1869–1871. W 1870 otrzymał tytuł barona (Freiherr). W latach 1860–1871 członek Galicyjskiego Towarzystwa Gospodarskiego. Był także członkiem Galicyjskiej Kasy Oszczędności (1864-1871), Od 1867 członek honorowy Powiatowego Towarzystwa Jedwabniczego w Białej, a także towarzystwa pszczelno-jedwabniczego i sadowniczego dla zachodniej Galicji i Towarzystwa Strzeleckiego Krakowskiego. 
Następnie został przeniesiony do Wiednia jako szef sekcji w Ministerstwie Rolnictwa (1871) a potem był ministrem handlu w rządzie Ludwiga Holzgethana (30 październik - 25 listopada 1871). Potem był namiestnikiem Moraw (1874–1880) oraz Dolnej Austrii (1880-1889). 

## Rodzina
Syn Józefa Posingera, rewizora (urzędnika skarbowego), i Anny z domu Chobor vel Hobor. W małżeństwie z Emilią z Krogulskich (1831–1910) miał syna Józefa Ludwika (1853–1911) i córkę Matyldę Sewerynę (1854–1934) po mężu Budwińską.

## Odznaczenia i wyróżnienia
- Kawaler Orderu Żelaznej Korony 3 klasy (1861)
- Kawaler Wielkiego Krzyża Orderu Leopolda (1874)
- honorowy obywatel miast Krakowa i Jasła[15]